# Кулинич, Олег Николаевич
Олег Николаевич Кулинич (род. 21 мая 1969, Смела, Черкасская область, Украинская ССР, СССР) — руководитель Главного управления СБУ в АР Крым (2020—2022), советник министра топлива и энергетики Украины.

## Биография
Родился 21 мая 1969 года в Смеле Черкасской области, УССР, СССР.
Работал в СБУ, затем был советником министра топлива и энергетики Украины, заместителем государственного секретаря Минтопэнерго, руководителем группы советников первого вице-премьер-министра Украины.
25 октября 2006 года Кабмин назначил Кулинича вице-президентом государственного предприятия «Энергоатом» по юридическим вопросам и корпоративным рискам. Работал под руководством Андрея Деркача. Олег Кулинич близок к семье Деркачей.
В 2008 году был назначен главой Госкомзема по квоте «Блока Литвина», в рамках коалиционных договоренностей.
21 октября 2020 года президент Украины Владимир Зеленский назначил Кулинича начальником ГУ СБУ в АР Крым. 2 марта 2022 года Владимир Зеленский уволил его с этой должности.

## Расследования

### Государственная измена
16 июля 2022 года Кулинич был арестован по подозрению в государственной измене. По данным ГБР, он передавал российским спецслужбам разведывательную информацию против Украины. В частности, была задокументирована передача им информации, составляющей государственную тайну, кроме того Кулинич, в ночь перед вторжением России на Украину, заблокировал распространение данных разведки о предстоящей атаке на Херсонскую область со стороны Крыма. Основной задачей группы Кулинича было ослабление способности контрразведки Украины эффективно выявлять российских агентов и введение в заблуждение высшего военного и политического руководства относительно реального состоянии внутренних и внешних угроз, сборе и передаче информации российским спецслужбам информации о системе обороны юга Украины, местонахождении военных объектов, а также передача персональных данных сотрудников украинских спецслужб и членов их семей.

### Незаконное присвоение земли
По данным Bihus.Info, в 2010 году 42 га земли ландшафтного заказника в Конча-Заспе были разделены на 13 участков и незаконно отчуждены в пользу оцепления нардепа Андрея Деркача, его помощников и членов их семей. Факт отчуждения подтвердила СБУ, а Государственное бюро расследований и прокуратура возбудили уголовное дело. Земля была передана руководством Обуховской районной администрации, которое получало прямые указания от Олега Кулинича.
В январе 2020 года Печерский суд Киева уже наложил арест на эти участки ориентировочной стоимостью 930 млн грн. Из 23 человек, получивших эту землю в 2010 году, минимум 17 было из окружения Андрея Деркача.